# Stephen Perkins
Stephen Perkins est un batteur et percussionniste américain, né à Los Angeles le 13 septembre 1967. Il fut batteur du groupe Jane's Addiction, mais joua également avec Infectious Grooves, Porno for Pyros, Banyan (en), The Panic Channel et Hellflower, et comme musicien additionnel pour Red Hot Chili Peppers, Rage Against the Machine ou encore Nine Inch Nails.

## Discographie
Jane's Addiction
- 1987 Jane's Addiction
- 1988 Nothing's Shocking
- 1990 Ritual de lo Habitual
- 1991 Live and Rare (Compilation)
- 1997 Kettle Whistle (Compilation)
- 2003 Strays
- 2006 Up From the Catacombs
- 2009 A Cabinet of Curiosities

Infectious Grooves
- 1991 The Plague That Makes Your Booty Move... It's The Infectious Grooves

Porno for Pyros
- 1993 Porno for Pyros
- 1996 Good God's Urge

Banyan
- 1997 Banyan
- 1999 Anytime At All
- 2004 Live At Perkins' Palace

The Panic Channel
- 2006 (ONe)

Hellflower
- 2010 Us You